# Swartsia longiflora
Swartsia longiflora là loài thực vật có hoa trong họ Cà. Loài này được (Tussac) Britton & P. Wilson miêu tả khoa học đầu tiên năm 1925.